# Шове
Шове или пещерата „Шове“ (фр. Chauvet), кръстена с името на своя откривател, е пещера в Южна Франция, със забележителни скални рисунки. Датировката ѝ по радиовъглеродния метод С-14, също както и чрез хлор-36 , показва, че тя е била обитавана преди повече от 30 000 години, знaчително по-рано от вече известните находки в Ласко и Алтамира. Открита е през декември 1994 г. от трима спелеолози, между които е и Жан-Мари Шове. През юни 2014 г. пещерата е включена в списъка на световното културно наследство.
По стените на пещерата има над 400 изображения на животни, някои от които уникални. За разлика от други подобни находки, при които изобразяваните видове са само тревопасни, между тези идентифицирани в Шове има и множество хищници, като пещерни лъвове, хиени, пантери и мечки. Тази особеност хвърля съмнение върху популярните разбирания, че такива рисунки са създавани във връзка с успешното ловуване.
Геологическите проучвания показват, че входът на пещерата е бил затрупан още от епохата на нейното датиране, така че междувременно тя е била напълно недостъпна. С оглед на нейното опазване достъпът е силно ограничен, но през април 2015 г. моделна възстановка е открита за публиката..
Известният кинорежисьор Вернер Херцог заснема документален 3D филм, Пещера на забравените мечти (Cave of Forgotten Dreams), който през 2010 г., годината на неговата премиера, печели редица награди.